# کلس (ترکیه)
کلس (به ترکی استانبولی: Keles) یک منطقهٔ مسکونی در ترکیه است که در استان بورسا واقع شده‌است.